# Julie Couture
Pour les articles homonymes, voir Couture (homonymie).
Julie Couture (13 mai 1974) est une journaliste québécoise. Aujourd’hui, elle est chef d'antenne au réseau TVA à Québec lors des bulletins de nouvelles de la semaine. 

## Biographie

### Formation
Née à Québec en 1974, Julie Couture a étudié en sciences politiques et relations internationales à l'Université Laval puis à l'Université d'Ottawa.

### Carrière professionnelle
Elle a travaillé pendant 2 ans au ministère des Affaires étrangères et du Commerce international à Ottawa. Elle a aussi œuvré au cabinet du ministre de la Francophonie avant de commencer sa carrière de journaliste à la station TVA-CHOT en Outaouais. En 2001, elle déménage à Montréal pour travailler comme chef d’antenne à LCN. Elle se joint par la suite à l’équipe de JE, toujours au réseau TVA. En 2002, le réseau de l’information de Radio-Canada, RDI, lui offre le poste de journaliste à l’émission Matin Express. 
En 2005, elle retourne à LCN pour co-animer l’émission du matin en compagnie de Karine Champagne.
En juin 2007, TVA a annoncé que Julie Couture prendra la place de la journaliste Esther Bégin qui a quitté TVA/LCN pour aller à TQS. Elle anime donc les bulletins TVA 18 heures et TVA Réseau les week-ends, en plus d'être chef d'antenne les après-midi du lundi au mercredi, sur LCN.
En septembre 2009, elle quitte son poste à TVA/LCN et part en congé de maternité afin de donner naissance à son premier enfant. Elle sera de retour à TVA/LCN le 7 mai 2011. En mai 2021, à la suite du départ de l’ancien chef d’antenne Pierre Jobin, dont elle était la co-animatrice, elle devient la cheffe-d’antenne du TVA Nouvelles Québec.

## Menaces
En 2006, Julie Couture a reçu des menaces de la part d’un jeune homme ayant des problèmes de santé mentale. Cet homme a téléphoné plus d’une centaine de fois chez TVA/LCN afin de proférer des menaces de mort à l’endroit de la journaliste. Il a par la suite commencé à salir des cabines téléphoniques et des abribus de messages peu flatteurs à l'endroit de l'animatrice. En juillet 2006, il a plaidé coupable à des accusations de harcèlement et de menaces de mort.
En novembre de la même année, le jeune homme de 20 ans a été déclaré non criminellement responsable pour cause de troubles mentaux.
En février 2007, il est à nouveau accusé d'avoir proféré, à plusieurs reprises, des menaces de mort à l'endroit de Julie Couture. Il a même affirmé vouloir se munir d’une arme pour exécuter ses menaces, ce qu’il n’a pas eu le temps de faire.